# Thomas Ackermann (Jurist)
Thomas Ackermann (* 1966) ist ein deutscher Jurist und Hochschullehrer an der Ludwig-Maximilians-Universität München.

## Leben
Ackermann studierte von 1985 bis 1991 Rechtswissenschaften an der Universität Bonn und der University of Cambridge. Nach seinem Ersten Juristischen Staatsexamen 1991 in Bonn arbeitete er dort als wissenschaftlicher Mitarbeiter, nach seinem Zweiten Staatsexamen als wissenschaftlicher Assistent, von Wulf-Henning Roth. 1997 schloss er dort auch seine Promotion ab. Seine Habilitation folgte im Jahre 2004, womit er die venia legendi für die Fächer Bürgerliches Recht, deutsches und europäisches Wirtschaftsrecht, Rechtsvergleichung und internationales Privatrecht verliehen bekam.
Nach einer Lehrstuhlvertretung an der Universität Marburg hatte er den Lehrstuhl für Deutsches, Europäisches und Internationales Privat- und Wirtschaftsrecht an der FAU Erlangen-Nürnberg inne. 2009 wechselte er an die LMU München auf den Lehrstuhl für Bürgerliches Recht, Europäisches und Internationales Wirtschaftsrecht, den er seitdem innehat. Im Jahr 2016/2017 ist er Fellow an dem Wissenschaftskolleg zu Berlin.
Zu seinen Schülern zählt unter anderem Jens-Uwe Franck.
Ackermann ist unter anderem Mitglied der Zivilrechtslehrervereinigung und des Munich Risk and Insurance Center.

## Werke (Auswahl)
- Art. 85 Abs. 1 EGV und die rule of reason : zur Konzeption der Verhinderung, Einschränkung oder Verfälschung des Wettbewerbs. Carl Heymanns, Köln 1997, ISBN 978-3-452-23949-5. (Dissertation)
- Essential Facilities: ein Fall für die Regulierung? : die Grenzen des kartellrechtlichen Anspruchs auf Zugang zu Netzen und anderen Infrastruktureinrichtungen. Der Andere Verlag, Osnabrück 2003, ISBN 978-3-89959-087-6.
- Der Schutz des negativen Interesses. Mohr Siebeck, Tübingen 2007, ISBN 978-3-16-148823-8. (Habilitationsschrift)